# Arena One
Arena One ist ein deutscher Catering- und Hospitality-Dienstleister mit dem Schwerpunkt auf Stadien, sportlich-kulturellen Großveranstaltungen und Mitarbeiterrestaurants mit Sitz in München.

## Geschichte
Die Wurzeln des Unternehmens reichen bis ins Jahr 1972 zurück. Anlässlich der Olympischen Spiele in München wurde Arena One für das VIP- und Public-Catering im Olympiapark München, damals noch unter dem Namen "Haberl Gastronomie" gegründet. 2006 fusionierte die Gesellschaft mit dem Unternehmen Arena One, ein Tochterunternehmen der E.ON Facility Management, das seit 2005 mit Catering und Hospitality in der Allianz Arena München beauftragt war. Arena One übernahm damit die Catering Aktivitäten der Haberl Gastronomie und ist seitdem exklusiver Hospitality- und Catering-Partner des Olympiaparks und der Allianz Arena.
Zum Leistungsportfolio der Arena One zählen zusätzlich Hospitality- und Catering-Services für temporäre sportliche und kulturelle Großveranstaltungen, Corporate Events, Gala- und Staatsempfänge. Als Referenzen können die BMW International Open, Spengler Cup Davos oder die xgames Munich genannt werden. International bekannt wurde das Unternehmen durch sein Engagement während der Fußball-Weltmeisterschaft 2006 in Deutschland und 2010 in Südafrika. Arena One betreute während der WM 2006 insgesamt sechs Stadien und bei der WM 2010 in Südafrika drei Stadien. In Südafrika initiierte das Unternehmen ein neues CSR-Projekt. Dabei wurden unter lebensmittelrechtlichen Auflagen nichtverbrauchte Speisen an hilfsbedürftige Einwohner weitergegeben. Arena One unterstützte 2010 auch das Johannes Projekt Village Sae Heaven.
Neben der sport- und kulturbezogenen Aktivitäten betreut Arena One deutschlandweit E.ON Betriebsrestaurants und auch Konferenzzentren. Zum Leistungsportfolio zählen exklusive Mittags-, Tages- und Zwischenverpflegung wie auch Konferenzmanagement und -Services.
Des Weiteren betreibt Arena One das Restaurant 181, das Drehrestaurant im Olympiaturm in München.
Im Zuge der Konzentration auf das Kerngeschäft verkaufte der Energiekonzern E.ON das Unternehmen Arena One zu Beginn des Jahres 2014 an das österreichische Cateringunternehmen DO&CO.